# Nižné Ružbachy

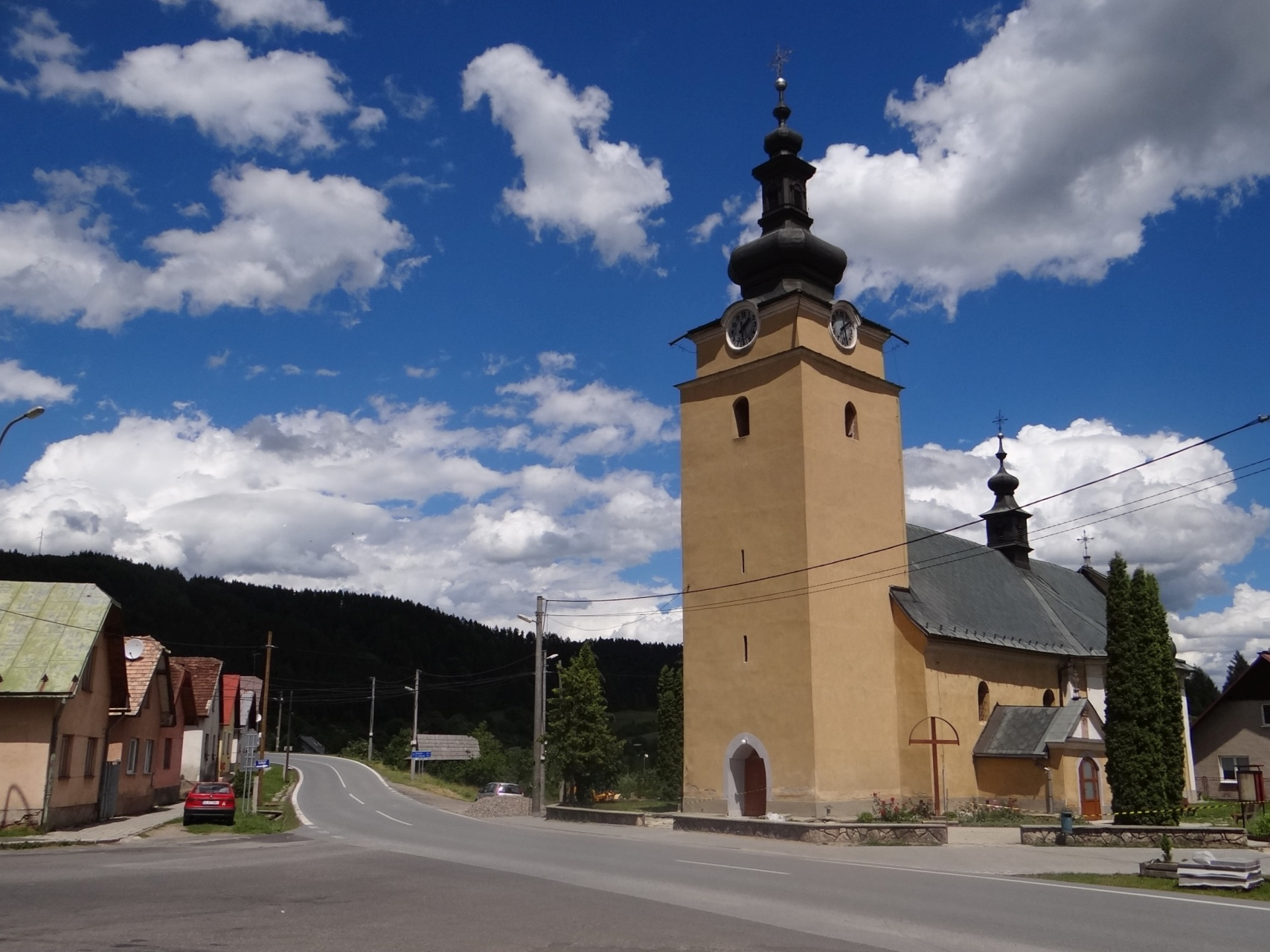
Nižné Ružbachy

Nižné Ružbachy (Hongaars: Alsózúgó) is een Slowaakse gemeente in de regio Prešov, en maakt deel uit van het district Stará Ľubovňa.
Nižné Ružbachy telt 616 inwoners.